# Rashid Ṭaliʽa

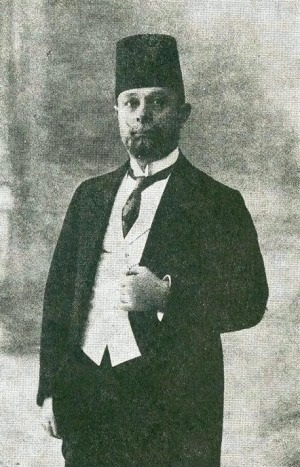
Rashid Ṭali'a com um fraque e fez.

Rashid Tali'a (1877 - 17 de setembro de 1926) foi um político jordão de ascendência drusa libanesa. Ele foi o primeiro primeiro-ministro da Transjordânia de 11 de abril de 1921 a 5 de agosto de 1921.